# Alexander van Joegoslavië (1945)

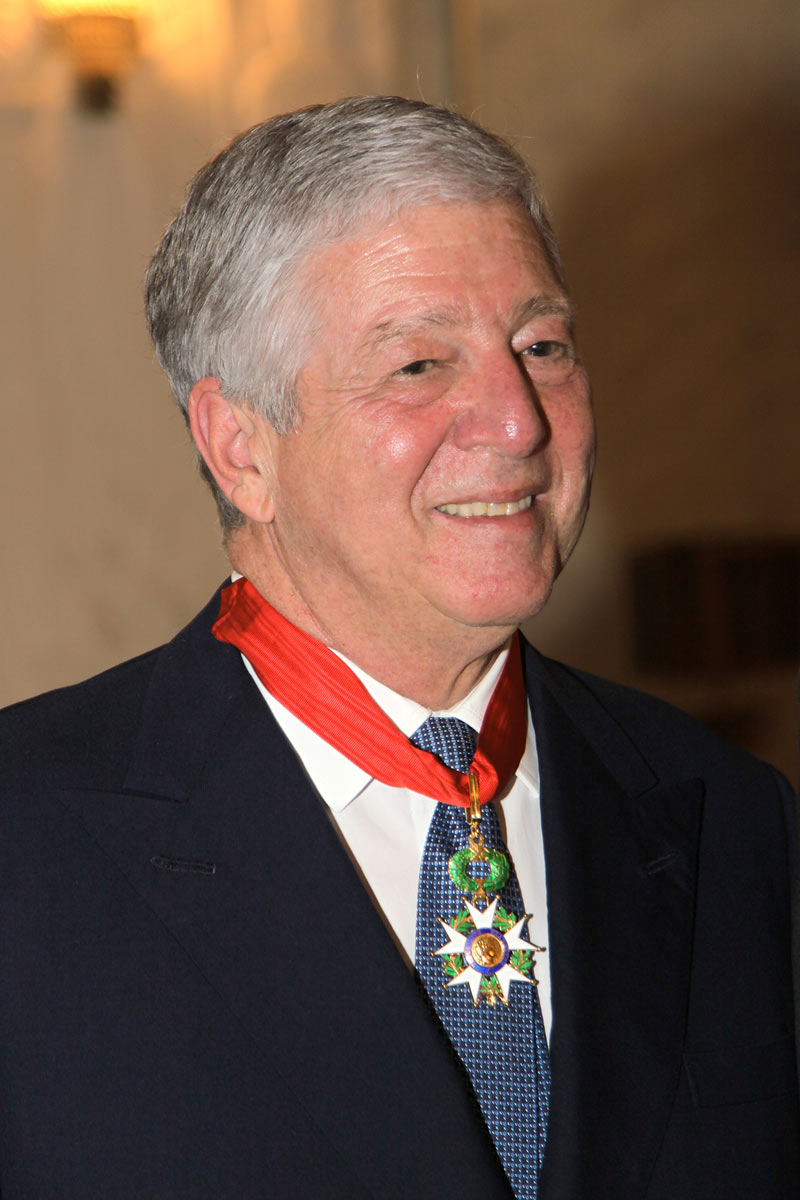
Kroonprins Alexander

Alexander (Aleksandar) Karađorđević (Servisch: Александар Карађорђевић) (Londen, 17 juli 1945) is, na de dood van zijn vader in 1970, de troonpretendent van het koninkrijk Joegoslavië als kroonprins van Joegoslavië. Voor de monarchisten is hij Alexander II. Hij is de zoon van koning Peter II van Joegoslavië en prinses Alexandra van Griekenland. Hij wordt door de Servische monarchisten aangesproken als 'kroonprins Alexander'.
Alexander werd geboren in suite 212 van het Claridge's Hotel in Londen. De Britse koningin Elizabeth II is zijn peettante, haar vader koning George VI was zijn peetoom. Op 8 maart 1947 nam dictator Tito hem zijn Joegoslavisch staatsburgerschap af. Vanwege de Sophia Naturalization Act uit 1705 was hij echter vanaf zijn geboorte ook Brits staatsburger. Hij is een van de weinigen die zich op die wet hebben beroepen – en met succes – om het Brits staatsburgerschap te verkrijgen. Op 12 maart 2001 kreeg hij zijn Joegoslavisch staatsburgerschap terug. De ceremonie hiervoor vond plaats in de suite waar hij geboren was. Eerder bezocht hij Servië in 1992, 1995 en 2000. 
Sinds 17 juli 2001 is Alexander weer in Servië woonachtig. Hij woont samen met zijn gezin in Belgrado in het koninklijke paleis (Servisch: Краљевски Двор) in de wijk Dedinje.

## Familie
Alexander was van 1972 tot 1985 gehuwd met prinses Maria da Glória van Orléans en Braganza. Zij kregen de volgende kinderen:
- Erfprins Peter van Joegoslavië (1980)
- Prins Filip van Joegoslavië (1982)
- Prins Alexander van Joegoslavië (1982)

Door zijn huwelijk met een rooms-katholieke vrouw verloor Alexander zijn plaats in de lijn van de Britse troonopvolging en tevens zijn Brits staatsburgerschap. Zijn zoons staan er wel in. Op 20 september 1985 trouwde Alexander voor de tweede keer, nu met Katherine Clairy Batis (°Athene 13 november 1943).